# Sindon Evangelica
Sindon Evangelica è un volume miscellaneo, pubblicato nel 1581 a Torino presso gli Eredi di Nicolò Bevilacqua, in cui sono riuniti alcuni scritti dello storico sabaudo Filiberto Pingone e di altri autori del XVI secolo. È il primo volume interamente dedicato alla Sindone di Torino e deve per questo essere considerato il testo con cui comincia la moderna Sindonologia.

## Contenuti
Il libro comprende testi diversi, accorpati in un unico volume per iniziativa dell'editore in seguito alla volontà del duca Carlo Emanuele I, salito al trono nel 1580, di divulgare gli studi condotti dal Pingone . Essi sono:
- La dedica, datata 1º gennaio 1579, ai fratelli François e Pierre de Lambert, vescovi rispettivamente di Nizza e St. Jean de Maurienne[3].
- Un breve avvertimento dell'editore Bevilacqua al lettore in cui si allude all'intervento diretto del duca Carlo Emanuele I che letteralmente ordinò la pubblicazione del testo in prosa sulla Sindone, che il Pingone aveva rifiutato fino ad allora di dare alle stampe [4].
- Un trattato storico di Filiberto Pingone, il cui titolo, Sindon Evangelica («La Sindone dei Vangeli»), è tradizionalmente esteso all'intero volume [5]. Esso si concentra anzitutto sull'evento più recente: l'ostensione della Sindone che ebbe luogo a Torino nell'ottobre del 1578 in occasione del pellegrinaggio compiuto dal cardinale Carlo Borromeo, ma espone anche in maniera articolata le conoscenze allora a disposizione sulla storia della reliquia.
- Il poemetto Sindon, dello stesso Pingone[6]. Pur composto in precedenza, esso è tuttavia è da considerarsi naturale completamento del trattato in prosa, dato che questo si conclude introducendolo. Il testo è datato 1562, è dedicato al duca Emanuele Filiberto e consta di 209 esametri dattilici [7].
- Una sezione in versi, che comprende altri 17 componimenti di 13 autori diversi (per un totale di 662 vv.)[8], tra cui lo stesso Pingone, uno dei suoi figli e un suo parente che potrebbe essere il fratello [9].
- Il testo integrale della Bolla Salubria vota [10], emanata nel 1506 da papa Giulio II in risposta alla sollecitazione del duca Carlo III e della madre, per accogliere e confermare in tutto il ducato l'Ufficio della Sacra Sindone e la relativa Messa, fissando inoltre la festa della reliquia al 4 maggio [11].
- La versione latina, dovuta al gesuita Antonio Guarneri di Bergamo, della relazione in forma epistolare che Francesco Adorno, anch'egli membro della Compagnia di Gesù, aveva dedicato al pellegrinaggio di San Carlo Borromeo, cui aveva preso parte personalmente [12].

Il volume fu ripubblicato per i tipi di Onorato De Rossi nel 1777, nell'ambito di un'operazione di diffusione di materiali sulla storia del Piemonte di cui l'editore torinese fu il promotore.